# 独眼竜政宗の登場人物
『独眼竜政宗』の登場人物（どくがんりゅうまさむね のとうじょうじんぶつ）はNHK大河ドラマ『独眼竜政宗』に登場する人物を説明する。

## 伊達家

### 伊達政宗とその家族
註：香の前、伊達宗根は綱元に預けられたので、鬼庭家の項で後述する。
伊達政宗（だて まさむね）
（梵天丸 → 藤次郎 → 伊達政宗）
演：渡辺謙（幼年時代：藤間遼太 少年時代：嶋英二）
主人公。伊達家17代目当主。文武に優れた名将。少年期は織田信長に憧れ、奥州の覇者、ひいては天下取りを夢見る。正式の名乗は「伊達藤次郎政宗（だて とうじろう まさむね）」で、通称（字）の「藤次郎」は劇中では主に少年期の呼び名として使用された。「独眼竜政宗」という言葉が劇中で出るのは第20回で、芦名家を滅ぼした摺上原の戦いの勝利を祝う席で政宗を「昇り竜」と評し、これを機に独眼竜政宗と呼ぶことを提案した成実の発言に端を発する。
幼名は梵天丸（ぼんてんまる）。幼少時に疱瘡（天然痘）で右目を失明して以来、人前に出ることも恥じる内向的な性格になったが、近習を務める小十郎が失明した右目を切り落とし、それを克服。義姫が政宗を懐妊する前に万海上人という片目の聖徳が目の前に現れたのを見たことから、その生まれ変わりとされた。
この右目失明と母に愛されていないという思い込みによる強烈なコンプレックスが、彼の人格形成に大きな影響を及ぼした。流行語にもなった劇中の台詞「梵天丸もかくありたい」は、不動明王のように外（敵）に向かっては鬼、（領民達を）省みては慈悲の心を持った武将でありたいという彼の心の現れである。藤次郎から政宗へ成長した直後に父から家督を譲られるものの、まもなく父の死に遭遇する。敵対勢力を滅ぼし奥州の覇者となるも、天下の形勢は豊臣秀吉へと傾いていく。
表向きは秀吉の上洛を促す書状など何処吹く風、小田原参陣を促す家臣やお東の声も特に意に介さない風を装っていたが、正室・愛姫の前では天下が遠のいていく現状に悔しさをにじませ、「あと20年早く生まれていれば」と本音を漏らした。その後、母・お東による政宗毒殺未遂事件と実弟・小次郎の成敗という事態にまで至った「お家騒動」を経て小田原参陣を果たした後は、秀吉、家康という「天下人」達とも接していくこととなる。彼らの器の大きさに感心し、己の器量などを自覚していくと共に、子供が産まれ政宗自身が親となったことで、彼の心境が変化していくさまも描かれる。
徳川幕府体制確立後の齢50にして「人が天下を選ぶのではなく、天下が人を選ぶ」との結論に達してからは自らの野心を捨て、天下泰平と領国経営に力を尽くす。家康没後は天下の副将軍・ご意見番を自認し、秀忠に外様大名としての立場から時として苦言を呈したこともあった。劇中後半では、幕府の要人とも渡り合う姿と共に彼の家族との関係にも描写が割かれるようになる。かつて自分が肉親同士で争い傷つけあった悲しみを、子供達には味わわせないよう「兄弟姉妹仲良く」するよう教育する。特に、長男だが伊達本家を継げない秀宗と、次男だが正室の嫡男である忠宗の関係に気を遣い、また、成人した娘の五郎八姫とその夫・松平忠輝のことで苦労する姿が描かれ、年頃の娘を持つ父としての側面が強く打ち出されていた。
死期が迫っていることを悟ると仙台城下の山々を巡り、自分の遺体を埋葬する場所を定めた。ほどなく波瀾に富んだ70年の生涯を閉じた。
尚、最終回のエピローグにおいて、昭和49年（1974年）に行われた瑞鳳殿（ずいほうでん）発掘調査の資料映像が使用され、遺骨ではあるものの主人公“本人”が登場を果たした。
伊達輝宗（だて てるむね）
演：北大路欣也
政宗・小次郎の父。伊達家16代目当主。誰よりも政宗の才能を信じ、失明した政宗のことを案じる周囲をよそに彼に武将としての英才教育を施すとともに、伊達家当主として家臣・領民を束ねる将としての心得を説く。また、家臣の面倒見もよく、山家国頼から喜多を貰い受けたいと相談を受けた際には喜多にそれとなく縁談を持ちかけたりもした。
わずか18歳の政宗に家督を譲ったのは、家中の政宗廃嫡の動きを察知し先手を打ったというのが表向きだが、内心では自分の優しすぎる性格に武将としての限界を感じ、義姫から受け継がれた「最上の血」を引く政宗に、自分にはない信長のような常軌を逸した狂おしさや得体の知れない怖さといった上方の武将にも通じる資質を見出し、そこに自分が果たせなかった天下取りの夢を託そうとしたためでもあった。
畠山氏の領土仕置など、隠居した自分の意見を聞き入れようとしない政宗のやり方に腹立たしさはあったものの、政宗が伊達家当主として立派に成長したその姿に父親としては嬉しくもあった。
親子で酒を汲み交わした際に政宗の前で長生きすることを宣言し、父として政宗の行く末を見届けようとするがその思いは叶わず、家督相続の翌年、その優しすぎる性格が災いして畠山義継に拉致される事態となり、42歳にして政宗の目の前で非業の死を遂げた。
なお輝宗役の北大路欣也は、第8回で主演の渡辺謙が政宗として登場するまでオープニングではトップクレジットだった。北大路は輝宗が死ぬシーンで政宗役の渡辺の涙が頬に落ち、その暖かさに感動したことを後日語っている。
保春院（ほしゅんいん）
（義姫 → お東の方 → 保春院）
演：岩下志麻
輝宗の正室、政宗・小次郎の生母、最上義守の娘で最上義光の妹。米沢城東館に居住したことから「お東の方」と通称される。本作では主に「お東」、夫や親・兄からは実名の義姫（よしひめ）の通り「義」と呼ばれていた。美貌の持ち主だが気が強くて勝気な性格。第1回冒頭、最上家より伊達家への輿入れの際、自ら弓を取り猪をしとめ鮮烈に登場する。夫・輝宗の教育方針で政宗と引き離されたことに加え、様々な誤解から政宗とは向き合えなくなり、次男小次郎ばかりを溺愛するように描写されたが、内心では政宗を深く愛していた。
火縄銃の射撃訓練にも自ら出向き、木に成っている柿の実に的中させるなど、男勝りで文武に優れた女傑。劇中での彼女の弁によれば、父の最上義守をして「男に生まれておれば」と言わしめたほど。
最初はすぐにも輝宗の首をあげて帰ると言っていたが、人質として輿入れしてすぐに輝宗と互いの器量に惚れ込み、彼との間に二人の子を成す。以後は伊達・最上両家の繁栄を強く望み、その思いから両家の対立が一触即発状態まで高まった第18回では鎧を着込み、両軍が撤退するまで副題通り侍女二人と共に国境に居座り、様子を見に来た兄・義光に対しては一歩も引かず、政宗には必死の説得を試みたことも。幼い政宗が病で生死の境を彷徨っていた時、不運にもその直前に起こった実家のお家騒動を収める為に山形にいたこともあり、政宗の右目失明に責任を感じ自らを責め続ける。
その後、伊達家存亡に関わる政宗の小田原参陣の是非を問うべく義光の意見を伺おうと実家に帰った際、義光の讒言に惑わされた結果「小田原に行けば政宗は殺される」という強迫観念に駆られて気を病み寝込んだ上、政宗の死体が亡者達に運ばれる夢を見て精神錯乱を起こした挙句、政宗毒殺未遂事件を引き起こす。
その後、実家の最上家へと出戻ることを伝えに来た小十郎により、小次郎が成敗されたことを知り、ショックのあまり髪が急に白髪になり自害を考えるも引き止められ、その日のうちに実家の最上家に出戻るのように落ち延びる。
数年後、政宗と再会し和解はするが、「私には伊達家に戻る資格はない」と意地を張り続け、伊達家に戻ったのは最上家が改易となった最晩年の事であった。晩年は保春院（ほしゅんいん）と号。再会の喜びもつかの間、気が強くて勝気なことは変わっていなかったがその頃には脚と目も悪くなっており、翌年政宗が3代将軍・家光の将軍就任披露のため江戸に出ている間に、最愛の我が子政宗に看取られること叶わず激動に満ちた波乱の生涯を76歳で閉じた。
義姫役の岩下は当初「自分なら政宗が不憫で溺愛せずにはいられないだろうに、憎悪するなど考えられない。生理的についていけない」と難色を示したが、「それは全て息子を愛しすぎたが故の裏返しだったのでは」と言われて納得、実際にドラマでは彼女の微妙な心理描写が丁寧に描かれた。
愛姫（めごひめ）
演：桜田淳子（少女時代：後藤久美子）
政宗の正室、五郎八・忠宗の生母。田村清顕の唯一の子。彼女の母は伊達家とは仲の悪い相馬氏の出で、劇中に登場こそしないものの、政宗と愛姫の会話などで度々語られた。
琴の演奏が得意で、精神的に辛い事があった時などには琴を奏したり、写経に勤しむ場面がよく描かれていた。父・清顕の考えにより、生まれた男子の一人を田村家の継承者とするという条件で、11歳で13歳の政宗に輿入れする。
だが、二人があまりに幼すぎることを案じた義姫の配慮もあり、実際の結婚はその3年後。政宗から愛姫への最初の贈り物が「最高級ままごとセット」という逸話通りのままごと夫婦であった。本当の夫婦になってからも二人の間にはなかなか子供が授からず、田村家継承問題で夫婦仲が険悪になったり、先に側室に男子が生まれたり、妾腹の子供達の教育を任されたり、豊臣や徳川の人質にされたりと、ひたすら耐えるだけの前半生を送った。
そのためストーリー前半は悲観的な一面が目立ち、一度傷つくとすぐにふさぎこんでしまい、政宗との関係に溝ができることが何度かあった。「自分は何の役にも立たない女」だと思い込み自信喪失し、それが余計に政宗を苛立たせた事もあった。だが上方・江戸で伊達家の女性外交官の務めを立派に果たし、嫡女五郎八姫、嫡男忠宗らを出産し、自分で産んだ子達も側室の産んだ子達もわけへだてなく育て上げ、政宗の信頼を勝ち取りその地位を確立する。
また、自分が相馬家に身を寄せる母のことを案じていたように、政宗と彼の母・お東の関係を案じており、毒殺未遂事件がもとでお東を「母親ではない!」と否定する政宗には本当は母の愛を強く求めていることを彼に気づかせ、お東が毒殺に及んだ事情を汲んで彼女を許して復縁することを提言した人物でもある。政宗は後年、そんな愛姫を気遣い、田村家が所領を失った後は相馬家に身を寄せていた彼女の母を仙台城に迎え入れ、愛姫を彼女の母と対面させたいと考えるが、愛姫の母が世を去ったためそれは叶わなかった。
その名の通り愛らしい女性だが、政宗正室であることに誇りを持ち、内面の強さも持ち合わせた賢夫人でもあった。本作では一貫して熱心な仏教徒とされ、離縁させられた娘の五郎八にも写経を勧めている。
伊達小次郎（だて こじろう）
（竺丸 → 伊達小次郎）
演：岡本健一（少年時代：山ノ井隆信）
輝宗の次男、政宗の実弟。幼名は竺丸（じくまる）。元服後の正式な名乗りは「伊達小次郎政道」。義姫の屈折した愛情を一身に受けて育った純真無垢な美少年。決して暗愚ではなくむしろ利発で、幼い頃は政宗より器量は優れているようにさえ見えたが、父・輝宗同様優しさ以外にとりわけ目立った資質に恵まれた訳でもなかった。が、その存在自体が常に伊達家内紛の火種と危険視される。
兄弟仲よくしている描写もあるが、兄・政宗と母・義姫との対立を気にかけている描写も見られた。第18回で竺丸自ら侍従の者達を連れ、領内を回っていた道中、老婆（演：宮内順子）や農民2人と出会い、彼らの「百姓は虫けらじゃねえ」という悲痛な叫びを聞き入れ、彼らの主張を伝えることを約束、父譲りの優しい一面を見せた。
将棋では兄・政宗と3度対戦して3度負かしている。
輝宗は小次郎を国分家に養子として出そうとしたが、輝宗の死後に政宗はその話を反故にしている。政宗と愛姫の間に子ができぬまま、愛姫の父・田村清顕が亡くなったときには政宗が田村家へ彼を養子に出すことを提案したが、「田村家は伊達家より家格が下」という理由でお東に猛反対を受けた。伊達家の勢力拡大のため、奥州きっての名門・芦名家へ婿養子とする縁談の話を進めていたとき、政宗とはとかく意見が衝突する義姫もこれには「芦名ならば家格的にも申し分ない」と賛成していた。が、先方が佐竹家から婿養子をとることにしたため、この縁談は反故となる。
最期は「政宗毒殺未遂事件」を機に政宗自らの手で成敗された が、彼を斬った政宗はその後しばらくの間彼の亡霊にうなされ、小田原参陣後にそこで風呂に入った際も亡霊を見たり、溺愛していた義姫に至ってはそのショックで一夜にして髪は白髪交じりになり、死んだ彼のことを呼ぶなど、しばらくの間は精神に異常をきたすほどであった。
伊達晴宗（だて はるむね）
演：金子信雄
政宗の祖父、輝宗の父。第15代伊達家当主ながら作中では既に隠居。温厚な好々爺として描かれることが多いが、伊達家の歴代当主の多くが足利将軍家から一字を賜って名をつけていたことに加えて、伊達家と室町将軍家が非常に近い血縁関係にあることもあって、輝宗が柴田勝家を通じて将軍家を軽んじている織田家とよしみを通じていることを快く思っていなかった。輝宗と孫の梵天丸（政宗）に遺言を残し息を引き取る。
栽松院（さいしょういん）
演：谷口香
政宗の祖母、晴宗の正室。岩城重隆の娘。夫・晴宗を看取る。
猫御前（ねこごぜん）
演：秋吉久美子
政宗の側室、秀宗・権八郎の生母。「猫」は政宗が付けた愛称で、初めて政宗の側室候補として米沢城に上がったとき、ネズミ退治をした事が由来とされる。政宗を「天下を取るお方」と見込んで伊達家に嫁いできた。猫のように奔放かつ天真爛漫な性格で、普段の口調は明るく軽妙。また、笑い上戸でちょっとしたことでもコロコロと笑い出す。正室愛姫との関係に疲れていた政宗に寵愛されるが、傍若無人かつ慇懃無礼ともとれる軽薄な言動をすることが多く、生真面目な性格で愛姫の保護者的な立場にある喜多とはしばしば衝突する。また嫉妬深い一面があり、政宗に（自分以外の）側室候補の話が上がった際に不満を露わにしたり、香の前やその腹の子（宗根）のことで政宗に詰め寄ったりした。その性格ゆえ何かとトラブルメーカーでもあり、他者を小馬鹿にするかのように笑い飛ばしたり、狂言妊娠騒ぎを起こして周囲の反応を試して、政宗を激怒させた事も。
その為小田原参陣前には政宗の子を本当に妊娠していたが、先の狂言騒ぎが災いして「オオカミ少年」よろしく誰からも信じてもらえず、実家に戻される道中の無理がたたり流産してしまう。その後政宗のもとに戻り、愛姫より先に兵五郎（秀宗）を出産。一度はこの子が伊達家後継者とされ、生母として我が世の春を謳歌するが、やがて愛姫が忠宗を出産すると立場は一変。秀宗を伊達家の世継ぎにしたいという野心から、スパルタ教育ママと化した時期もあった。
また、秀宗が豊臣政権下で引き立てられたため、徳川の世になれば秀宗は不遇な身の上になると考え、家康を藁人形で呪い殺そうとした際、そのことに激怒した政宗に対し、彼女には彼が家康に媚びへつらい、牙を抜かれたように映ったため、不満をぶつけたこともあった。結局は側室の悲哀を味わいつつも、子供達の幸せを願う母としての姿も見せるようになる。
秀宗の後見として宇和島へ同行したが、実際にはそれに先立ち世を去っている。愛姫が猫御前が産んだ子達も実子達同様に愛してくれていたと知り、愛する息子・秀宗と共に宇和島に旅立つ彼女に愛姫が別れの言葉を掛けた際には、これまでの無礼を詫びると共に感謝の意を示した。
正室の愛姫に対し、側室という立場でありながら無礼な態度をとったこともあったが、政宗という同じ男性を愛し、戦に出ている政宗の帰りを待つ間、愛姫の琴に合わせて舞を踊ったり、やがて互いに子を持つ母となるうちに、二人は次第に打ち解けていった。
猫御前の侍女
演：田中美奈子
五郎八姫（いろはひめ）
演：沢口靖子（少女時代：塙紀子）
政宗の長女。政宗と愛姫との間に結婚15年目にして授かった待望の嫡出第1子だが、あくまで愛姫との間に伊達家の正統な後継者となる男子を熱望する政宗は、生まれた子が女子だった不満と次こそは男子をという期待も込めて五郎八（いろは）と命名。
母親譲りの美貌の持ち主 だが、性格的には父・政宗や祖母・保春院の気の強さと激しい気性を色濃く受け継ぐ。松平忠輝正室となるが夫の改易に伴い離縁させられる。
その後、政宗は再婚を勧めるがキリシタンであった彼女は終生再婚はせず、元夫・忠輝と五郎八が駆け落ちする夢を見てからは政宗も彼女の行動に対しとやかく言わなくなり、後半生は仙台で気ままな生活を送った。
伊達忠宗（だて ただむね）
（虎菊丸 → 伊達忠宗）
演：野村宏伸（少年時代：小林正幸）
政宗の次男、嫡男。のち二代目仙台藩主。政宗と愛姫との間の第2子。結婚20年目、半ば諦めかけた矢先の嫡出男子誕生に政宗・愛姫夫妻は狂喜する。幼名の虎菊丸の「虎」は力を、「菊」は慈悲の心を表し、不動明王のような武将たらんと心がけていた自分の精神を受け継がせたいとして政宗が命名。
庶兄・秀宗を差し置いて伊達本家の正統な後継者となる。一方で夫妻は決して秀宗を粗略にせぬよう自戒し、忠宗も秀宗を兄として立てるよう躾られた。どちらかと言えば祖父輝宗や母愛姫の温和な性質を受け継ぎ、聡明で慈悲深い、泰平の御世の君主にふさわしい人物に描かれる。
振姫（ふりひめ）
演：林佳子
忠宗の正室。忠宗正室には当初家康の実娘・市姫が予定されていたが、姫は婚儀に至ることなく夭折してしまう。家康にも秀忠にも他に伊達家に嫁がせることの出来る実の娘は残っておらず、家康の外孫で秀忠の姪に当たる池田輝政の娘・振姫を秀忠の養女とした上で忠宗の正室とした。忠宗との間に2男1女をもうけるが、男子2人は夭折してしまう。
伊達秀宗（だて ひでむね）
（兵五郎 → 伊達秀宗）
演：辻野幸一（少年時代：福原学）
政宗の長男、庶長子。のち初代宇和島藩主。政宗と側室猫御前との間に生まれた庶長子。幼名は兵五郎。
正室愛姫に長く男子が生まれなかったため一度は彼が伊達家後継者とされるが、愛姫の男子出産と秀宗自身が秀吉政権下で地位を与えられていた事もあり、伊達本家の継承権を失う。
政宗もさすがにそれは不憫だと考え、徳川幕府に働きかけ秀宗の伊予宇和島10万石の分家が認められる。その後付家老・山家公頼の冤罪死事件で一時的に政宗から勘当されるが、後に許される。
亀姫（かめひめ）
演：長谷川真弓
秀宗の正室。徳川家譜代の重臣・井伊直政の息女。家柄的にも申し分のない縁組だったが、五郎八姫や忠宗が将軍子女と縁組したのと比べ秀宗は軽んじられているのではないかと、猫御前は最初は不満だった。
権八郎（ごんぱちろう）
演：草野康太
政宗の三男、猫御前の第2子。上杉との合戦の最中に猫御前の第2子として生まれる。飯坂宗清として、猫御前の実家・飯坂家の家督を継ぐ子として育てられる。
千松（せんまつ）
演：佐藤陽介
秀宗の長男。政宗にとっては初孫にあたる。政宗は元気に育つよう期待していた。
卯松丸（うのまつまる）
演：高沼薫
政宗の五男。政宗と愛姫の第3子で、田村家を継ぐはずであったが、夭折してしまう。第4子の竹松丸も夭折したため、田村家再興は忠宗の子の代のことになる。
藤姫（とうひめ）
演：片橋久美子
政宗の側室。牛島監物の娘。太閤より愛姫を「狐払いの祈祷」を口実に要求された喜多により、愛姫の替え玉として差し出された。
百合姫（ゆりひめ）
演：星洋子
政宗の側室。小嶋助三郎の娘。

### 伊達一門・家臣
註：大内定綱は伊達家臣になったが、初登場時の位置付けで奥州の豪族だったため、そちらで後述する。

#### 亘理伊達家
伊達成実（だて しげざね）
（時宗丸 → 伊達成実）
演：三浦友和（少年時代：山上隆）
政宗の家臣。政宗の従弟で、輝宗の従弟にも当たる。先述の通り、政宗の異名・「独眼竜」の命名者とされる。豪快な猛将で、「殿（政宗）の為ならいつでも死ねる」と豪語し、政宗の天下獲りの為に不惜身命の働きをする。幼少時、政宗と共に虎哉の元で学んだ仲である。
幼い頃は一歳年上の政宗に学問では敵わなかったが、線が細く片目が不自由な政宗より体格も良く武芸にも優れ、彼の方が跡取りだと間違われる事もあり、一時政宗の元から遠ざけられる。
その後、政宗の家督相続を機に父・実元より家督を継ぎ、藤五郎成実を名乗る。人取橋の合戦の功名により二本松城を与えられるが、その後国替えで角田城主となる。
主戦論者で、小田原参陣の是非を問う評定では綱元と共に徹底抗戦を主張。お東の方の諌めも一笑に付すなど、傲慢不遜な所も多々見られた。それ以降、家臣の待遇に関する不満に加え、上方で風流三昧の貴族趣味生活を送る政宗の姿が彼の目には武人の誇りを忘れたかのように見え、暫し政宗と対立、ついに綱元と太閤の賭け将棋が元で政宗と口論となり一時期相州・糟谷に逐電。その際に角田城を召し上げられ、妻子、家臣は討ち死にする。
上杉景勝との合戦の際に帰参を果たし（第36回）、石川昭光の組下となり、やがて亘理城を賜る。自身の器量を自覚して野心を捨て、天下泰平のために徳川家に尽くそうと思い至った政宗を、「殿は偉い」と称えつつ、「先が見えすぎるというのもつまらない」とも述べていた。政宗に再婚を勧められるが固辞し、代わりに政宗の子の一人を養子にしたいと申し出、政宗に九男の喝食丸（後の宗実）を養子とすることを約束させた。また景綱の嫡子左門を息子のように目をかけていた。
伊達実元（だて さねもと）
演：竜雷太
成実の父で、晴宗の弟。輝宗の叔父で、政宗からは大叔父かつ義叔父にあたる。人徳に厚く、一門の首座として政宗の後見に当たり、死の床で「『敢えて火中の栗を拾う勿れ』と政宗殿に申すがよい」と成実に言い残し、成実には小十郎と共に政宗の両脇を固め、伊達家の興隆に尽くすよう遺言を残した。彼が死んだときには成実の胸中を気遣い、政宗は愛姫との宴を取りやめた。
本来は越後上杉家へ養子に出されるはずだったが、それがもとで起こった伊達家の内紛「天文の乱」によりその話は反故となったという過去を持ち、そのことは臨終を迎えた実元の口から語られる。
登勢（とせ）
演：五大路子
成実の正室。亘理家より嫁ぐ。成実との間に男子1人、女子1人と2人の子供（演：内田崇吉 / 真嶋彰子）をもうけている。大内定綱が捨てた城で「八百人斬り」を断行したことを気に病んだ政宗を成実が城に連れて来たときには成実の妻として政宗をもてなした。成実の逐電により政宗は矢代兵衛に命じて角田城を召し上げさせたが、これを阻止すべく抗戦し、落城前に2人の子供と共に自害。
羽田右馬助（はねだ うまのすけ）
演：河西健司
成実の家臣。成実の出奔後、成実の居城・角田城が攻撃された際に登勢達と共にこれに抗戦し、討死した。
綿貫源吾（わたぬき げんご）
演：木場剛
出奔した成実の下に出向き、角田城落城の様子を報告した。

#### 片倉家
片倉小十郎（かたくら こじゅうろう）
（片倉小十郎 → 片倉景綱）
演：西郷輝彦（少年時代：江川芳文）
政宗の守役。のち白石城主。時として身を挺して諫言する、家臣の手本とも言うべき忠臣。反面、後述のとおり周囲の目を気にして伊達家出奔を思案するなど、思いつめやすいところがある。喜多の異父弟で、喜多の異母弟にあたる茂庭綱元とは兄弟分。笛の名手で、政宗には太鼓を教えている。虎哉より梵天丸の師を断られて意気消沈しながら遠藤基信と共に帰城する道中の輝宗に、その笛の音色を愛でられ召し抱えられる。
その才能を見出されて梵天丸の守役となるが、周囲の妬みを買い、武田家、もしくは北条家への出奔を考えたものの姉・喜多の必死の説得により取りやめ、主君のために更に尽くした甲斐あって知略に優れた名参謀となる。
戦場で逆上した政宗を叱りつけた際にはどっかと座って一喝、小田原参陣の是非を論じる評定の場では参陣の必要性を絶叫する。また、関白より大名取立ての誘いを受けたものの、辞退したことで政宗を感激させ、主従の絆を更に深めた。
嫡子・左門に家督を譲った後は備中守を名乗る。最後は「昔の守役に立ち返り」遺言とも言うべき助言を遺す。その中には「松平忠輝は見放せ」という辛いものもあった。
喜多（きた）
演：竹下景子
左月の娘。小十郎の異父姉で、綱元の異母姉。小十郎と共に政宗の守役を務める。妻子ある輝宗に片思いをしていた。弟・小十郎の武勇が天下に鳴り響くようにとの願いを込め、釣鐘の馬印を作ったとされている。
政宗が当主になってからは愛姫の侍女として彼女を支え、母の義姫を追放してからは政宗の母親役を自認するが、京の伊達屋敷で太閤より愛姫を「狐払いの祈祷」を口実に要求された時、愛姫を救う為には都から遠く離れた岩出山にいる政宗の指示を仰いでいては間に合わないと、手打ち覚悟の独断で藤姫を代わりに差し出した。
後で事の次第を知った政宗は当然激怒するが、愛姫が助命を懇願したため手打ちを免れ、蟄居を命じられた。
その後死去したことがナレーションで語られるのみで、回想シーン以外では登場しない。
蔦（つた）
演：音無美紀子
片倉小十郎の妻。なかなか子ができない政宗を気遣った夫の小十郎の命（建前は「輝宗や基信の死など凶事が続いている中、自分だけが幸せに浸ってはいられないから」）により、彼との間にできた子供・左門を殺せと言われ嘆き悲しむも、愛姫からの書状でそれを知った政宗がそれを禁じたため、それを喜多が伝えに行きすんでのところで左門は命拾いし、事態は円満に収拾した。
また、小田原参陣を迷う政宗に対し、自分の死を以って参陣するべき旨を伝えようと考えていた小十郎から、子供をつれて里に帰るよう離縁を申し渡されそうになったことも。愛姫が人質として京や江戸の伊達屋敷で暮らすようになってからは彼女の身の回りの世話などをしていたこともあった。
片倉小十郎重綱（かたくら こじゅうろう しげつな）
（片倉左門 → 片倉小十郎）
演：髙嶋政宏（少年時代：阿久津龍）
幼名は「左門」。長じて 父同様「小十郎」と通称され、大坂の陣での獅子奮迅の働きから「鬼の小十郎」とも称される。
忠輝のいる越後へ城普請に赴く折に、老衰で政宗と同行できなくなった父・小十郎景綱に代わり政宗と同行する知恵者として政宗の前に紹介される。その際、成実から彼の父、実元が政宗の曽祖父・稙宗から授かったという短刀・肌小袖を譲り受ける。
大坂の陣での働き振りが父・景綱の逆鱗に触れ勘当されかかるが、政宗のとりなしで許される。父の跡を継ぎ、政宗の側近として仕え続ける。妻は（後妻らしいが）真田幸村の息女で、大坂落城の際、幸村の遺言で伊達家に庇護を求めてきた彼女に惚れ込み、政宗の許可を得て妻とした。
お梅（おうめ）
演：瀬岡裕子
片倉左門の妻。真田幸村の娘。左門に召し連れられて政宗に目通りし、伊達家に庇護を求めた経緯を説明した。幸村の戦ぶりに感じ入っていた政宗から結婚を許可される。

#### 鬼庭家
鬼庭左月（おににわ さげつ）
演：いかりや長介
伊達家重臣。綱元の父。輝宗に登用された気性の荒い猛将で虎哉宗乙を「クソ坊主」と罵っているが、虎哉に一喝された際には、コメディアンいかりやの本領発揮と言えるコケ芸を披露している。輝宗と義姫の間になかなか第2子が生まれないことを気にかけ、遠藤基信と相談し娘の喜多を輝宗の寝所に向かわせたこともある。基信亡き後は人取橋の戦いにて自ら殿役を買って出て討ち死にし、その後を追った。鬼庭家の当主は代々長寿で、綱元は「父、左月は七十四で若死にいたしました」と太閤に語った。
左月と喜多・綱元・小十郎の関係について、作中では「左月は最初の正妻との間に喜多を設けるが男子は生まれず、側妻との間に綱元が生まれると左月は正妻を喜多共々離縁、綱元の母を正妻に直した。離縁された喜多の母は娘を連れて片倉家に再嫁し小十郎を生んだ」、と説明される。従って綱元と小十郎には直接の兄弟関係はなく、二人が対立した時期もあったが、喜多は二人に自分から見れば綱元は異母弟、小十郎は異父弟なのだから、自分を挟めば兄弟同然と諭した。
茂庭綱元（もにわ つなもと）
（鬼庭綱元 → 茂庭綱元）
演：村田雄浩（少年時代：宮田猛）
片倉小十郎、小原縫殿助と共に梵天丸（政宗）の守役として虎哉のもとで学んでいるが、実際には政宗との年齢差は18歳近く離れており、腹違いの弟・小十郎より8歳年上で輝宗より5歳下である。政宗の家督相続を機に鬼庭家の家督を相続。評定衆の一人となる。後に成実、小十郎と並ぶ伊達家三家老の一。一時は小十郎の台頭を快く思わなかったが、家督相続と小十郎の結婚を機に氷解。共に協力し伊達家を守り立てようとする。
小十郎は最後まで綱元を立てていた。政宗毒殺未遂事件によるお家騒動の際には、政宗の実弟・小次郎を斬ることを提案。将棋の名人で太閤・秀吉との賭け将棋に勝ち、愛妾の香の前を譲り受ける。その際、「鬼が庭にいるのは不吉」として秀吉から「茂庭」に改姓させられた。また、成実の行方を探すために政宗から暇をもらったとされている。
香の前（こうのまえ）
演：高師美雪
政宗の側室。賭け将棋に勝った政宗が太閤より下げ渡された側室。懐妊後は茂庭綱元に預けられる。
伊達宗根（だて むねもと）
演：水本隆司
政宗の落胤。通称「又二郎」で、政宗嫡男・忠宗とは同い年。政宗が香の前に産ませた庶子だが、世間を憚りすぐには認知できず、身の安全の為母子共々綱元に預けられ岩出山で育てられた。大坂夏の陣では政宗の子の中で唯一人従軍する。

#### 遠藤家
遠藤基信（えんどう もとのぶ）
演：神山繁
輝宗の側近。知略に長け、中野宗時の逐電後は側近として筆頭家老的な役割を任じる。連歌の嗜みを持つ風流人の一面も持つ。鬼庭左月とは親友として描かれ、主君である輝宗の兄弟の名前を二人で列挙していたら二人とも途中でわからなくなってしまう等、二人のやり取りは笑いを誘うものであった。
家督相続後も政宗に仕えたが、輝宗の死後は後事を片倉小十郎に託すかのように墓前で殉死。
遠藤文七郎（えんどう ぶんしちろう）
演：中村繁之
宿老・遠藤基信の子。小姓として政宗の傍らに仕えるが、気が小さく、戦陣では戦況報告におびえ震えて国分盛重に一喝される。
名護屋では村娘と駆け落ちをはかるが原田左馬助に発見される。政宗の前に引きすえられ、戦への恐怖や「殺す相手には家族がいる」という心情を吐露、成実に一喝され、片倉小十郎より説諭される。政宗の裁断は「父、基信の功績に免じ、咎め立てに及ばず」であった。

#### その他の伊達一門・家臣
留守政景（るす まさかげ）
演：長塚京三
輝宗の弟。政宗の叔父。政宗の家督相続後は指南役として傍らに仕える。輝宗時代からの重臣の多くが政宗の代替わりに伴い、隠居などで世代交代していく中、一番長く登場していた。
大崎の内紛に乗じた出兵の際は、お東の方の怒りを懸念しつつも、泉田重光と共に出陣。秀次の一件では成実と共に家康の元へ行き、政宗の流罪を取り消してもらうよう、秀吉に働きかけることを頼みに行くがにべもなく断られる。上杉との合戦では最上家の救援のため、政宗から援軍を申し付けられる。
亘理元宗（わたり もとむね）
演：鶴田忍
晴宗の弟、輝宗の叔父、政宗の大叔父。亘理城主。相馬氏との合戦などで活躍する。
亘理定宗（わたり さだむね）
演：坂西良太
重宗の子、元宗の孫。政宗と成実の従弟にも当たる。登勢の弟。角田城落城により姉を失ったが屋代兵衛を許し、上杉との合戦を前に仲直りの杯を交わす。亘理家を継ぎ、その後は政宗の側近として仕える。
村田宗殖（むらた むねふゆ）
演：八名信夫
晴宗の弟、輝宗の叔父、政宗の大叔父。伊達一門ではあるが、政宗とはそりが合わずことごとく対立し、小次郎擁立派に回るも彼が斬られてからは政宗の下になびくことに。
その後、鶴松を失った秀吉に配慮した政宗から、兵五郎（後の秀宗）を預かることになり、京の伊達屋敷に彼を住まわせるまでの間は猫御前と一緒にあやしたりしている姿が描かれ、これが劇中で最後の出演となった。
中野宗時（なかの むねとき）
演：玉川伊佐男
伊達氏の家臣。伊達家の宿老であり、最上家よりお東が輿入れした際には伊達実元と共にこれを出迎えた。のちに輝宗と対立し謀反、相馬氏を頼って出奔する。晴宗に重用され権勢を振るった人物で、晴宗と対立した輝宗には元々嫌悪されていた。
田手宗時（たで むねとき）
演：安達義也
伊達氏の家臣。角田城主。相馬氏との合戦を見物中、輝宗の左脇にいたのが災いし、いきなり射ぬかれ討ち死する。
鈴木元信（すずき もとのぶ）
演：平田満
京都在住の茶人で、しばし政宗に中央の情勢を知らせ後に召抱えられる。伊達家きっての猛将である成実には最初、新参者で茶の湯などの貴族趣味に通じていることなどから快く思われておらず、それがもとで口論となることもあった。
苦手な食材は納豆とされ、特産物の話題になった時に「上方育ちゆえ、納豆は苦手」と発言している。
現代の企業で言えば財務本部長のような役割。「モーレツ社員から実務派重役となった戦国ビジネスマン」にたとえられる。執務中に倒れ、政宗の腕の中で息絶える。
小梁川泥蟠斎（こやながわ でいばんさい）
（小梁川盛宗 → 小梁川泥蟠斎）
演：福田豊土
政宗の祖父、晴宗の代から仕えている重臣。政宗が家督をついでからは側近として提言などをしており、猫御前の父・飯坂宗康に働きかけて彼女を側室として輿入れさせたりもした。私怨にとらわれている政宗に、大内定綱を家臣に加えるよう提言した。また、摺上原決戦の祝宴では黒川城の修築を具申。
桑折点了斎（こおり てんりょうさい）
演：庄司永建
泥蟠斎と共に評定の場に侍る。摺上原の戦いの勝利を祝う席では政宗を「川中島の上杉謙信」と評した。点了斎は号で名は宗長。天文の乱における晴宗方の中心人物の一人である桑折景長の子。
山家国頼（やんべ くにより）
演：大和田伸也
元最上家家臣。お東の方（義姫）に付き添い伊達家臣となるが、刺客としての密命も帯びていた。しかし、輝宗の人柄と政宗に命を救われたことに感じ入り、心底より政宗大事の旗本として仕え、お東が政宗廃嫡の相談を持ちかけた際にはすぐに政宗へそれを報告、事を未然に防いだ。その後、大崎、葛西の謀反鎮圧の戦で討ち死にする。その際、「自分が死ぬのは関白のためか、それとも御館様（政宗）のためなのか」と政宗に問いかけた。
喜多に好意を持っており、輝宗は喜多と結ばせようとしたが、喜多から「私の好きな人を殿は御存知のはず」と断られる。尤も、輝宗はその直後に喜多から思いのたけを告白されるまで気が付いていなかった。山家公頼の父である「山家公俊（山家河内守）」をモデルとする本作オリジナルの人物。
山家公頼（やんべ きみより）
演：中西良太
国頼の嫡男で通称「清兵衛」。伊達秀宗の守役、後に付家老。勘気を被り秀宗に成敗される。
白石宗実（しろいし むねざね）
演：門田俊一
政宗の家督相続を機に評定衆の一人となる。嫡子宗直も政宗の側近として仕える。
白石宗直（しろいし むねなお）
演：加藤善博
宗実の嫡男。関ヶ原の合戦の際に南部領で蜂起した和賀忠親を屋敷内にかくまう。小十郎と共に忠親に自刃を迫る立場になるが、その潔さに感動、「忠親殿の死を無駄にしてはなりませぬ」と政宗に進言した。後に側近として仕える。
原田左馬助（はらだ さまのすけ）
演：鷲生功
政宗の家督相続を機に評定衆の一人となる。朝鮮出兵の際は遠藤宗信と共に派手な衣装を着用。しかし朝鮮の戦場にて客死。後の伊達騒動での中心人物・原田甲斐は彼の孫であると劇中のナレーションで説明された。
後藤孫兵衛（ごとう まごべえ）
演：佐野史郎
政宗の家督相続を機に評定衆の一人となる。黄色い旗印をつけ、「黄の後藤」と恐れられた猛将。左馬助と衝突し、危うく決闘になりかける。摺上原の戦いでの戦勝を機に和解。
布施定時（ふせ さだとき）
演：萩原流行
輝宗、政宗の二代に渡って仕え、山家国頼と共に旗本を務めた。当初は小十郎の台頭を快く思わなかったが、いつしか従順にその下知に従うようになっていた。落馬で足を負傷した政宗が猫御前と共に岩湯に入っていた際に現況を報告し、足をすべらせた政宗を猫御前と支えようとして、弾みで猫御前の手を握ってしまい、慌てて逃げ出したことがある。当の猫御前は咎めることなく、例によってその狼狽ぶりのおかしさに大笑いしていた。
屋代勘解由（やしろ かげゆ）
演：江夏豊
伊達家の旗本。通称「勘解由兵衛（かげゆひょうえ）」。第11回で初登場。牛のように大きな角が付いた兜が特徴的で、左利きの猛将であった。
矢代兵衛（やしろ ひょうえ）
演：横光克彦
岩出山移封より登場。政宗の命により成実の妻子、家臣らの篭る角田城を召し上げた。後に、「百姓をいじめて評判が悪い」との理由で追放された。
小原縫殿助（おばら ぬいのすけ）
演：岡本富士太（少年時代：加瀬悦孝）
片倉小十郎、鬼庭綱元と共に梵天丸の守役となる。政宗元服の後はその任を外れ、小次郎の守役となる。小次郎の成敗後、綱元らに小次郎の菩提を弔うよう諭されて助命される。伊達家が国替えされた後、しかるべき改葬地を求めて放浪。右念山に埋葬の後、殉死する。
鮎貝日傾斎（あゆがい にっけいさい）
演：辻村真人
子の宗信が謀反したのを政宗に通報した。敗れた宗信が逃亡した後、日傾斎は切腹を申し出たが、政宗はその忠節をよしとして次男に家督を継がせ、引き続き一家に列した。日傾斎は号で名は宗重。
粟野藤八郎（あわの とうはちろう）
（粟野藤八郎 → 粟野木工助）
演：潮哲也
縫殿助と共に小次郎の守役。小次郎を押し立てた謀反の一翼を担う。小次郎が成敗された後は出奔し、いつしか関白豊臣秀次に仕え、名を木工助秀用と改める。秀次失脚後も傍らに仕え、高野山にて殉死。
飯坂宗康（いいざか むねやす）
演：東八郎
側室・猫御前の父親。小梁川泥蟠斎の仲介で娘を側室に差し出す。小田原参陣前に猫御前が実家に戻り、流産した際は、手打ちを覚悟で政宗に抗議した。1589年の宗康の死により飯坂家は断絶したが、政宗と飯坂の局との子の宗清が養子に入り1604年に再興している。
内馬場右衛門（うちばば うえもん）
演：葛西和雄
政宗の父・輝宗死去のおりに殉死して彼への忠義を示した。お東はその忠義に答えるよう、その息子を取り立て重用するよう家臣に指示した。
内馬場尚信（うちばば なおのぶ）
演：羽生田信
聚楽第にいる秀吉への人質として、政宗が愛姫を差し出すに当たり、愛姫、喜多、侍女達と共に同行した家臣。
須田伯耆（すだ ほうき）
演：左右田一平
基信殉死のあと、政宗が殉死を禁止したにもかかわらず、殉死した伊達家の家臣。内馬場右衛門の自害の現場に居合わせ、介錯を頼まれていた。
岡野助左衛門（おかの すけざえもん）
演：中沢青六
政宗の幼少期から槍持ち兼護衛役を務める。政宗側近たちの中では年長者にあたる。
桜田元親（さくらだ もとちか）
演：木本俊
中盤以降より登場。猫御前の近習といった位置づけであり、伊達家の嫡男として育てようと猫御前と共に兵五郎の教育に力を注いでいた。
兵五郎が元服して秀宗となり、伊予宇和島藩主として大名として取り立てられたのを機に、家臣として随行させることを政宗が秀宗に命じた。同じく家臣として同行を命じられた公頼と対立し、秀宗の手により公頼を成敗させた。この事件については、政宗の科白に「桜田一派の讒言に惑わされて」と語られている。
津田景康（つだ かげやす）
（湯目景康 → 津田景康）
演：金田明夫
政宗が豊臣秀次の謀反連座の罪に問われた際、津田の里にて散策中の秀吉に直訴した。政宗にその功を評され、その後は津田景康と名乗った。景康は関ヶ原の戦い後、東国の政宗の元に出向き奥方衆の無事と猫御前の第2子誕生を報告した。
中島宗求（なかじま むねもと）
演：長沢大
湯目景康とともに秀吉に直訴し、政宗にその功を賞された。
原田休雪斎（はらだ きゅうせつさい）
演：今西正男
伊達家臣。旧拙斎とも。鮎貝日傾斎や桑折点了斎と共に政宗を補佐した老臣の一人。
樋口又五郎（ひぐち またごろう） / 菅小太郎（すが こたろう）
演：下坂泰雄（樋口） / 加藤治（菅）
輝宗の命により、織田信長に馬や鷹を献上するための使者を務めた。
支倉常長（はせくら つねなが）
演：さとう宗幸
政宗の密命を受け、ルイス・ソテロらと共にローマ教皇に謁見すべく渡欧。彼地にて洗礼を受けたが、帰国したのはキリシタン禁止令の発令後だったため、不遇の晩年を過ごす。
今泉令史（いまいずみ さかん）
演：高橋潤一
政宗の命令を受け、常長らとともに仙台を出発し、渡欧した。
石田将監（いしだ しょうげん）
演：飯山弘章
終盤で登場。宇和島へ渡る秀宗への選別の品として政宗が用意した刀と裃（かみしも）を政宗に代わり秀宗へと渡した。大坂夏の陣にも従軍し、戦況報告を行うなど近習の扱いであった。
太寄金助（たよろ きんすけ）
演：坂田祥一郎
政宗の隠密。
新田景綱（にった かげつな）
演：森幹太
伊達家重臣。中野宗時に同心した息子・義直を捕らえて輝宗に差し出す。
新田義直（にった よしなお）
演：平井隆博
新田景綱の子。中野宗時の謀反に同調しようとするも、露見して父に捕えられ、のちに切腹させられた。

### 宗教関係者
虎哉宗乙（こさい そういつ）
演：大滝秀治
政宗の恩師。かの名将、武田信玄と関係の深かった快川紹喜の弟子と聞いた輝宗の命で呼び寄せられる。依頼を受けた当初は拒絶するが梵天丸の心がけの良さに感心して了承。幼少時より様々な教育を施す。
藤次郎の頬をひねり「痛いなら痛くないといえ」と臍曲がり術の極意を教えたり、その後も「弧掌は鳴り難し」「自燈明、法燈明」など、視聴者の心にも響く様々な教えを与える。藤次郎として政宗が初陣を迎える際には「もう一つの初陣」と称して愛姫と初夜を迎えることを勧めるあたり、世俗のことにも疎くはないようだが、本人は「学びたいことが多すぎて女（おなご）の道は後回しになり、諦めた」とのこと。
輝宗の死後は菩提を弔いつつ諸国遍歴の旅に出るが、輝宗の墓前で政宗と再会を果たす。
その後死去したことがナレーションで語られる。
康甫和尚（こうほ おしょう）
演：下馬二五七
東昌寺の住職。晴宗の弟で、輝宗の叔父、政宗の大叔父に当たる。
長海法印（ちょうかい ほういん）
演：殿山泰司
米沢城近くの亀岡文殊堂で行を行った密教の行者。お東の出産を祈願したり、お東が出産した梵天丸（政宗）が疱瘡を患った時は必死で祈祷した。政宗が万海上人の生まれ変わりであると語る。
相田康安（あいだ こうあん）
演：左奈田恒夫
儒学者。梵天丸の学問の師の候補について諮問を受ける。
良覚院栄真（りょうかくいん えいしん）
演：久保晶
摺上原の戦いの後、蘆名攻めの釈明と秀吉による東国侵攻までの時間稼ぎのため、秀吉の下に向かわせた使者。翌年の正月、政宗の下に戻り政宗と家臣たちが集う新年の祝賀会の席で、秀吉が小田原征伐に向け諸大名に檄を飛ばし、準備を進めていることを政宗に報告した。

### 侍女・女中
御佐子（おちゃこ）
演：鷲尾真知子
お東（義姫）が輿入れした際、共に伊達家にきた侍女。同じく伊達家に同行してきた山家国頼に好意を寄せていたが、国頼は喜多に好意を寄せていたため失恋に終わった。政宗の小田原出陣の際、お東の命で彼女自ら作った手料理に毒を盛る実行犯となる羽目に。お東と共に小次郎の墓参りで政宗と出会った際には､自ら毒を盛ったことを政宗に申し開きし、お東をかばった。
2人は政宗毒殺未遂事件を機にお東と共に最上家に送り返されたが、御佐子はその後も終生保春院（お東）に仕え、最晩年には保春院と共に仙台城に迎え入れられた。保春院没後の後の動向は不明。
鶴（つる）
演：入江繭子
御佐子とともにお東に仕える侍女。御佐子より若年である。政宗毒殺事件の後はお東とともに最上家へ赴く。
村岡（むらおか）
演：浅利香津代
愛姫の筆頭侍女として田村家より遣わされるが、清顕から愛姫のことを頼まれていたこともあって愛姫には滅法甘い。その為、喜多やお東に対しても「愛姫様の守役は我らだ」と撥ねつけて傲慢に接した事が災いして、ことごとく伊達家と愛姫の壁となり、遂には田村家に密使として走ろうとしたところを他の侍女たちと共に喜多と小十郎に成敗される。これらの行動は田村家と愛姫を思ってのことであったが、それが時に政宗の逆鱗に触れたりするなど完全に裏目に出てしまい、成敗した喜多に自分達に代わって愛姫の力になることを頼み息を引き取る。
村岡のエピソードは、田村家の侍女が政宗により殺害された史実の事件を基にしている。
菊（きく）
演：平尾聖子
愛姫の侍女。喜多に成敗される。
吟（ぎん）
演：西久保優美
愛姫の侍女。喜多に成敗される。
りん
演：谷川みゆき
第37回より登場。京の伊達屋敷にいた愛姫の侍女。長女の五郎八、嫡男の忠宗（虎菊丸）が幼少の頃は彼らの面倒もみていた。
おふく
演：橘妃呂子
猫御前の侍女。第39回で登場。家康を呪い殺そうとした猫御前の命により、夜な夜な藁人形に釘を打ち付けていた。

## 最上家

### 最上家一門
最上義光（もがみ よしあき）
演：原田芳雄
山形・最上家当主。お東こと保春院の実兄。伊達家と並ぶ奥羽の名門で、政宗の実の伯父だが宿敵。
政宗の父・輝宗が当主だった頃は彼もまだ若く、一端の武将らしく天下への野心もあったが、政宗が伊達家の当主となった頃には秀吉により天下の趨勢が固まりつつあり、それをあきらめ家康のとりなしで小田原に参陣した後は豊臣政権にうまく取り入ろうとする。政宗が信長を気取り奥州の周辺諸国に対し、積極的に勢力拡大を図ろうとすることを苦々しく思い、揚句には助けを求めてきた義姫を心理的に攻め立てて政宗暗殺を唆し、毒殺未遂を起こさせた末に小次郎と親子の縁を失わせた。
中盤では愛娘・駒姫を想う心優しい父親という描写が時間をかけて描かれた。さらに晩年の義光と義姫との対話の場面で、義光は政宗に武将としての器量で負けたと述懐するが、義姫は義光が庄内を開墾したことを例に挙げ、内政に力を注いだことなどの功績を称えた。
また、最愛の娘・駒姫や最愛の妻・大崎御前や嫡男・義康を失ったことを悔やみ、自分の謀略で政宗との親子の縁を断ち切らせたことをお東に詫びる一幕も見られた。遺言で政宗の野心的な行動が家康から危険視されており、政宗の立場も決して安泰ではないと忠告すると共に、自ら招いた最上家内紛の火種を案じ政宗に後事を託した。
最上義守（もがみ よしもり）
演：今福将雄
義光・義時・お東の父。政宗・小次郎・義康・義親・駒姫の祖父。嫡男の義光とは確執があったといわれ、次男義時を擁立して義光と家督相続で対立した。
死ぬ前に娘のお東とその夫・輝宗と義光を呼び、先の戦での身内同士の争いの虚しさを説いて輝宗と義光に共に手を携えることを誓わせ、その生涯を閉じた。義守の出番は臨終時のみで、その他の場面では義光やお東らの口からその動静が語られるのみである。
義守の妻（演：東郷晴子）も登場したが、正室か側室かは不明。
最上義康（もがみ よしやす）
演：畠山久（少年時代：大沢秀高）
最上義光の嫡男で、母は大崎御前。家親・駒姫とは同腹の兄妹。政宗の従兄弟で伊達家の小次郎（竺丸）とは同い年。
摺上原の戦いの勝利後、黒川城に移ったお東（保春院）が実家の最上家に小次郎を連れて帰ってきた時に、義光は彼に義康を紹介し、懇意になるよう勧めていた。上杉との合戦の際は援軍を求め、政宗の母・保春院（お東）の書状を持って伊達陣中に伺候し、これにより政宗に最上家へ援軍を送ることを決意させた。家臣の讒言により無実の罪で誅殺されたが、自らの無実を訴える起請文を遺していた。
最上家親（もがみ いえちか）
演：堀広道
最上義光の次男で、母は大崎御前。義康・駒姫とは同腹の兄妹。 家康の小姓として傍らに侍るが、同母兄・義康に代わる最上家の後継者とするべく、義光は実家に引き取ることを家康に要請。その際、家康から政宗について問われた家親は「なかなか本心を見せず、つかみどころがない」として彼を「鰻」と評した。それを聞いた家康は山形に戻ることを許可し、伊達家の内情を探り政宗の尻尾を捕まえるよう指示する。
こうして最上家を継ぐが、景綱の台詞によれば「御父君（義光）と似ても似つかぬ暗君」。内紛の果てに異母兄弟の義親を自刃させるが、自らも側室（演：吉宮君子）に刺殺される。最上家は内部崩壊し、政宗の力でもどうする事もできなかった。
最上義時（もがみ よしとき）
演：山口芳満
義光の弟。父・義守は一旦は嫡男・義光に家督を継がせたが、義光の振る舞いを危惧してこの義時を擁立しようとした。そして兄・義光に対し謀反を起こすが捕らえられ、義光の前に引き出され斬罪に処された。
駒姫（こまひめ）
（駒姫 → 伊万）
演：坂上香織
義光自慢の美貌の末娘、母は大崎御前。義康・家親とは同腹の兄妹。秀次の側室。劇中お東の弁によれば、義光は彼女を伊達家の竺丸（小次郎）に嫁がせたいという申し出をしたが、輝宗はその話を断ったという。その後、秀次の目に留まりその側室となるが、秀吉の命で秀次は切腹、その妻妾子女39名が処刑される。義光は必死で愛姫に頭を下げ、北政所のとりなしを請い駒姫を救おうとするが、その甲斐も無くわずか15歳の姫は斬殺され非業の死を遂げる。その死が最上家の崩壊と滅亡の始まりである。
天童御前（てんどうごぜん）
演：小林かおり
義光が攻め立てた天童家出身の義光の側室。劇中では先妻のように描かれている。義光が彼女の実弟を攻めたことが原因で精神錯乱を起こし亡くなっている。
大崎御前（おおさきごぜん）
演：岩本多代
最上家の親族・大崎家出身の義光の正室。義康・家親・駒姫の母。劇中では後妻のように描かれている。娘・駒姫の死を聞き、嘆き悲しみのあまりその後を追って自害した。

### 最上家家臣
氏家守棟（うじいえ もりむね）
演：平松慎吾
最上義光に使えた宿老。義光と義守が対立した際にはその和睦に奔走した。
野辺沢能登（のべさわ のと）
演：佐藤仁哉
義光の側近。第18回終盤では伊達家と和睦する際、人質となっていた泉田重光の身柄を引き渡しに来た際に重光の忠義ぶりを主君・義光が絶賛したことを伝えた。彼から預かっていた腰の物（刀）を重光が受け取れる状態ではなかったため、刀は原田左馬助が代わりに受け取った。
戸井半左衛門（とい はんざえもん）
演：河井半兵衛
第39回で登場。嫡男の義康が廃嫡され、城から追い出された直後を襲撃して殺害した。
原八左衛門（はら はちざえもん）
演：宮田光
義康誅殺後、守棟と共に義康の持っていた箱の中身を確認する際に居合わせていた家臣。義康に謀反の疑いありと義光に讒言し義康を廃嫡せしめたが、彼が持っていた箱の中身が無実を証明する起請文だと分かると義光自らの手で袈裟懸けに刀で斬りつけられ、メッタ刺しの末に成敗された。

## 奥州・羽州の豪族・諸大名

### 田村家
田村清顕（たむら きよあき）
演：久保明
三春・田村家当主。愛姫の父で政宗の舅。田村家存続のため、伊達家の庇護を得るために一人娘である愛姫を政宗の下に嫁がせる。男子がいなかったため、政宗と彼女の間に生まれた第2子を養子としてもらう予定であったが、二人が一時期不仲であったことに加え、なかなか子を授からなかったことから、結局跡取りがいないまま没してしまう。
舅として政宗の陣中見舞いに来たのが唯一の登場シーン。
向館内匠（むかいだて たくみ）
演：山形勲
田村家宿老。愛姫を伊達家に輿入れさせることを提案し、彼女の輿入れの際には田村家の名代として同行した。愛姫と共に同行した侍女・村岡達が伊達家でいざこざを起こしたために喜多達に斬殺され、両家の仲が険悪になった時には「共にお家のためと思ってのこと」とし、侍女の遺族に伊達家から慰謝料を払うという形で事態を収拾した。田村家が小田原に参陣しなかったことを理由に秀吉の領土仕置きで領地を没収された際には、愛姫の婿にあたる政宗に田村領を安堵してもらうよう、上洛して申し開きに向かった。
連歌の嗜みを持つ風流人でもあり、愛姫輿入れの際には遠藤基信と連歌のやり取りをした。

### 大内家
大内定綱（おおうち さだつな）
演：寺田農
大内家当主。当初は政宗の敵対者として登場、政宗をネズミ呼ばわりし、小馬鹿にして対立、政宗も定綱の支城小手森城攻めでは女子供に至るまで虐殺、いわゆる「なで斬り」を行なった（第11回「八百人斬り」）。この苛烈な仕打ちを見て城を放棄した後、彼は芦名四天王に迎え入れてもらうことを条件に芦名家に下るも冷遇された。芦名家の先鋒として伊達家の南の玄関である二本松領へ攻め入るも、二本松城主・伊達成実に敗れ、伊達家へ帰参を申し出る（第17回「宮仕え」）。
政宗の父・輝宗の非業の死は元はといえば定綱の裏切りにあり、伊達家にとっては成実曰く「八つ裂きにしても飽き足らぬ男」であり、政宗は歯軋りしてこれを迎えたような状況であった。しかし彼は武将としてはもちろん、政宗が秀吉に雌伏して以降、特に秀次事件や関ヶ原の合戦時においては伊達家の京都・大坂の外交官、外務大臣として極めて有能な行動で伊達家を助けた。
子供がなかなか生まれないことを気にしていた政宗の目の前で、秀吉に子ができないことについて失言を行い、場の雰囲気を気まずくして周囲から咎められたこともあったが、政宗もやがて彼をおおいに評価し、彼の死の床では感謝の意を表し後に伊達一門扱いにするに至る。定綱も「殿は定綱の誇りでござった」という言葉を遺し、伊達藩江戸屋敷にて死去した（第39回「五郎八、嫁ぐ」）。
政宗の叔父でありながら、その無能の故に、政宗に追放された国分盛重と対照的な人物である。
大内長門（おおうち ながと）
演：塩見三省
定綱と同じく、大内家の一門衆。政宗の猛攻で情勢が大内方にとって不利になった際には城を枕にして討ち死にしようとした。芦名からの使者の提言により、定綱が城を放棄することを決定し家臣達にも城を出ることを指示した際には、悔しさを顔ににじませていた。その後の消息は不明。

### 二本松畠山家
畠山義継（はたけやま よしつぐ）
演：石田弦太郎
二本松畠山氏当主。かつての伊達輝宗の盟友。政宗の時代には大内定綱を頼りに伊達氏と敵対、合戦に及んだものの、定綱の逃亡で和睦を申し出る。その際に輝宗、実元らのとりなしを頼んだが、政宗に「五ヶ村のみを残して領地を全て召し上げる」と申し渡される。窮地に陥った義継は政宗に面会しようとするが断られ、御礼言上に伺候したと見せかけて輝宗のもとを訪れ彼を拉致、輝宗誘拐事件を引き起こす。
城内まで連行しようとするも「天下を取りたくないのか」と叫んだ輝宗に応えるように政宗が義継達に鉄砲で発砲したため、それに恐怖して輝宗を殺害。直後に政宗達によって斬り殺され、その遺体は政宗の領内で晒しものにされた。この事件による彼と輝宗の死がもとで伊達、畠山双方は互いに強い憎しみと恨みを抱くようになった。
綾御前（あやごぜん）
演：市毛良枝
畠山義継の妻。国王丸・梅王丸。主君の義継亡き後謀反人の妻となり、義継の遺体を晒しものにした政宗を悪逆非道と罵り、嫡男・国王丸を擁立する。その後、家臣を糾合し政宗に対し芦名・佐竹などの諸勢力の救援を頼りに篭城戦により徹底抗戦したが、それがたたり餓死者が続出したため、重臣達の切腹と居城を明け渡すという条件を呑み降伏。重臣達は「（奥方様と遺児二人が）助かるのであれば」と切腹した。
会津に下り畠山氏は滅亡したとされ、以後は登場しない。
国王丸（くにおうまる） / 梅王丸（うめおうまる）
演：八百坂圭祐（国王丸） / 布施優一郎（梅王丸）
畠山義継の子。義継の死後は母の綾御前や家臣らに守られて二本松城に籠もる。
新城弾正（しんじょう だんじょう）
演：有川博
畠山義継の従弟。義継亡き後の畠山氏の実質的な指導者として伊達氏に抵抗。
鹿子田右衛門（かのこだ うえもん）
演：前田昌明
畠山家臣。義継死後の籠城戦を戦い抜き、開城の際には本丸に火をかける。その後も芦名氏を頼り、伊達家との戦いを続ける。
蓑輪玄蕃（みのわ げんば）
演：頭師孝雄
畠山家臣。伊達軍の二本松城攻撃に際してこれに内応したが、新城弾正に察知され、殺害された。
岩角伊勢（いわつの いせ）
演：市川好郎
畠山家臣。義継死後も二本松城の籠城戦を戦う。
鹿子田和泉（かのこだ いずみ） / 高林内膳（たかばやし ないぜん） / 大槻中務（おおつき なかつかさ）
演：下塚誠（和泉） / 北村代吉（内膳） / 伊藤正博（中務）
畠山家臣。義継が輝致と刺し違えた時、伊達勢に討たれる。

### 芦名家
芦名盛隆（あしな もりたか）
演：飯島正和
芦名家の当主で、政宗とは従兄弟。家臣の大庭三左衛門（演：佐藤二朗）に暗殺され、結果的に伊達氏と芦名氏との対立を深める原因を作る。暗殺される場面のみで登場。元々は二階堂氏出身で芦名家へ養子に入った人物で、夫人の先代芦名盛興未亡人は輝宗の妹で、盛隆の叔母にあたる。
芦名義広（あしな よしひろ）
演：堤真一
跡継ぎが絶えた奥州の名門・芦名家に養子縁組で当主として迎えられた佐竹家出身の武将。しかし、家臣団の掌握に失敗し、彼に同行してきた配下の武将と元来の芦名家の家臣との間に軋轢が生じることになった。これを摺上原の戦いでも引きずっていたため、佐竹・芦名連合軍は家臣団の連携が取れず伊達軍に大敗を喫し、義広は実家の佐竹家に退却。
芦名家は秀吉と懇意にしていたため、政宗が小田原に参陣の折には秀吉によって遣わされた問責使により、芦名家を滅ぼした理由を問われることとなった。
刎石駿河（はねいし するが）
演：きくち英一
佐竹家の家臣だったが、義広が芦名家に養子縁組したことに伴い、彼に同行して芦名家に入る。彼らは元来の芦名家の家臣達と足並みを揃えることはできなかった。
大縄讃岐（おおつな さぬき）
演：加地健太郎
刎石駿河とともに芦名家に入る。
金上盛備（かながみ もりはる）
演：北島和男
芦名家の重臣。摺上原の戦いで政宗に挑みかかろうとするが、綱元により落馬させられ伊達軍の足軽達に討ち取られる。
中目式部（なかのめ しきぶ） / 平田尾張（ひらた おわり）
演：塚本信夫（中目） / 林昭夫（平田）
芦名家臣。
富田将監（とみた しょうげん）
芦名家家臣として、摺上原の戦いにて成実に一騎討ちを挑む。最期は取っ組み合いの末、成実の脇差で止めを刺された。

### その他の奥州の豪族たち
石川昭光（いしかわ あきみつ）
演：睦五朗
陸奥石川氏当主。輝宗の弟、政宗の叔父。奥州の一雄として当初は政宗と敵対したこともあったが、和睦を仲介するなど伊達家の為に奔走したこともあった。岩出山国替えを機に一門の首座となるが、それを不満とする成実と政宗が仲違いする原因となる。
国分盛重（こくぶん もりしげ）
演：イッセー尾形
陸奥国分氏当主。輝宗の弟、政宗の叔父。国分氏は奥州の一雄であるものの、実質的に伊達家臣同然である。国分の領主として赴くも、無能で評判は悪く、兄の輝宗も彼を廃して次男竺丸に国分を継がせることを考えた。鮎貝の乱に乗じて謀反を起こしたり、村田宗殖らと組んで小次郎を押し立て謀反を企むなど何かと問題を起こす。やがて上杉との合戦のさなかに政宗より「三日以内に兵を出さねば切腹を申し付ける」と言い渡され、そのまま佐竹氏を頼って逐電。
盛重の逐電前の心の葛藤を、演じる尾形の名芸である一人芝居で表現するシーンはドラマにおける名場面の一つであり、そのまま退場と思いきや、後に幕府の「一国一城令」に対する伊達家の対応を探る佐竹家のスパイとして再登場するなど、卑劣ながら食えない人物として描かれる。
窪田十郎（くぼた じゅうろう）
演：大友龍三郎
岩城家の一族でその家臣。人取橋の戦いで鬼庭左月を討ち取る戦功を挙げる。
古川弾正（ふるかわ だんじょう）
演：青森伸
大崎家臣。伊達勢が大崎領に侵攻した際には、これを迎え討って大勝したこともある。しかしその後、大崎家が改易された際には葛西・大崎一揆に参加したが伊達軍に鎮圧された。
黒川月舟斎（くろかわ げっしゅうさい）
演：戸沢佑介
大崎氏との戦いの際に大崎方に寝返り政宗の苦戦の原因を作った。本来猫御前は黒川家に嫁ぐはずだったと説明され、彼の身内との婚約が反故になったことを恨んだことも寝返りの一因として語られている。
泉田重光（いずみだ しげみつ）
演：高品格
泉田家当主。鮎貝の乱など盛んに挑発を繰り返す最上家に業を煮やす政宗に、大崎家の内紛に乗じての出兵を進言。大崎家臣・氏家弾正への援軍のかたちで出兵するも苦戦、そのまま人質となる。政宗は大崎と苦渋の和睦を迫られるが、庄内方面に最上が転戦したことでうやむやのかたちとなり、解放される。政宗は彼の忠節ぶりに感じ入り、歩けない重光を自ら背負って中山峠を降りた。泉田氏は重光の父の代から伊達氏の傘下に入った一族。
長江月鑑斉（ながえ げっかんさい）
演：多田幸男
泉田重光とともに、人質となる。
猪苗代盛国（いなわしろ もりくに）
演：早川雄三
猪苗代家当主。芦名家の一族だが、離反して伊達家に付いた。一旦は長男の猪苗代盛胤に家督を譲って隠居したが、服属している芦名氏のことで意見が合わず、彼を廃嫡して再び当主に戻ったと説明される。摺上原の戦いでは政宗から先陣を命じられた。小田原参陣の際には、大内定綱と共に芦名討伐の正当性を訴える伊達側の証人として政宗に同行した。
亀丸（かめまる）
演：山口祥行
盛国の息子。政宗への忠誠の証として盛国から人質として差し出されたが、政宗は人質をとるつもりはなかったので彼を盛国に返した。
和賀忠親（わが ただちか）
演：山本紀彦
元は陸奥の豪族であった和賀氏の一族。奥州仕置により所領を没収される。関ヶ原の戦いのさなかに政宗の支援を受けて旧領復帰のため南部領で一揆を起こし、出兵するも敗退。白石宗直宅に匿われるが、家康の追及から伊達家を守るために伊達家に災いをなしてはならぬと潔く自刃し、面会に来た小十郎に後事を託す。忠親の意向により、9歳の娘・柳（りゅう、演：守屋利恵）は彼が親しくしていた造り酒屋の養女として引き取られた。こうして政宗は忠親の首を差し出したが、家康に「不埒者の顔など見とうない」と一蹴された。
白河義親（しらかわ よしちか）
演：川久保潔
第39回で登場。奥州の一雄、白河結城家当主。政宗を恐れて小田原の陣に参陣せず、所領を没収される。後、石川昭光と共に政宗の家臣となる。
岩城政隆（いわき まさたか）
演：草見潤平
岩城家当主。昭光や義親と共に39話で登場し、同様に伊達家臣となる。
白鳥長久（しろとり ながひさ）
演：光枝明彦
白鳥家当主。第9回に登場。谷地城主として羽州制覇を目指す最上義光に抗していたが、病と偽った義光を見舞うために山形城へ赴いた際に義光に刺殺された。

## 上方の諸大名とその関係者

### 豊臣家
豊臣秀吉（とよとみ ひでよし）
（羽柴秀吉 → 豊臣秀吉）
演：勝新太郎
政宗曰く「化け物」。その言葉どおり本作では若き政宗の前に立ちはだかる大きな壁という位置づけであり、「サル」などと評される従来の秀吉像と大きく異なる配役となった。ただし関白就任の日の段取りを家康と打ち合わせをする際、自分の振る舞いを「サル芝居」と語るシーンはある。後年の『功名が辻』など、映像作品では名古屋訛りが見られることもある秀吉だが、本作では関西訛りが見られた。
小田原に遅参した政宗に、小田原城を包囲している様子を見せその圧倒的な力を誇示した後、後ろにいる政宗に刀を預け、無防備に背を向け悠々と小便をした際に政宗は一瞬殺意を抱くが、「天下人」としての貫禄に圧倒された政宗は恐怖を覚え、その様子をただ見ているだけであった。
なかなか世継ぎが生まれず、側室の淀との間に鶴松を儲けるも夭折してしまい、その供養として「朝鮮出兵（唐入り）」を打ち出し、国内の諸大名から30万の兵を捻出するも失敗に終わる。本作では再三政宗を窮地に追い込むが、それを許し、晩年には政宗の前で思わず「ワシにお前のような倅がいれば」と本音を漏らすなど、臍曲がりの政宗を息子のように思っていた人物として描かれた。
一方で、美貌の貴婦人を既婚未婚にお構いなく自分の側室にしようとする性癖（愛姫も標的にされた）、秀次事件などで見せた残虐性など、天下人となった後の秀吉の人間的問題点も描かれた。側近の小十郎を目の前で引き抜こうとしたり、愛姫を人質として差し出すことを強要したりすることに対し、恨みや憎しみを抱いた政宗だったが、謀反を起こそうとしてそれを全部許したことや、自分を息子のように思っていたことを知り、秀吉の死を伝えられた際には一抹の寂しさを覚えるようになっていた。
配役決定後、渡辺は勝に事前に挨拶しておこうとしたが、勝は「小田原で政宗が秀吉と出会うまで、渡辺とは会わない」と主張。渡辺自身もプロデューサーから「勝新太郎さんの楽屋には挨拶に行かないでくれ」と厳命されており、撮影は渡辺と勝が会うことがないよう調整して行われた。小田原での対面シーン本番で初めて二人は実際に顔を合わせ、そのリアルな緊張感が画面からも伝わってくる名シーンとなった。
高台院（こうだいいん）
（ねね → 北政所 → 高台院）
演：八千草薫
秀吉の正室。本作では米沢から京に来た愛姫にとっての大きな後ろ盾であり、頼れる相談役として描かれた。秀吉からの愛姫へのちょっかいをたしなめたりもしている。実子のいない彼女は、先に側室が男子を出産したことで愛姫から相談を受けた際には「その子を我が子と思いなされ」と正室としての心の持ちようを説き、その後の愛姫の教育方針に大きな影響を与えている。
だが、側室の淀が鶴松の死後に拾（後の秀頼）を授かり、秀吉と二人で子供をあやしていたときには複雑な表情でその様子を見ていた。子供をなかなか授からないことで悩む愛姫を励まし、後には愛姫の嫡子出産を喜んでいた。
また、秀吉が秀次を切腹させた後、彼の血縁者を処刑することが決まったときには最上義光が秀次に差し出していた娘・駒姫の助命嘆願を愛姫から彼女に伝えてもらい、そのとりなしで助けようとしていた。関ヶ原の合戦前後には、政宗の妻子は北政所を頼り彼女の屋敷に避難したとされている。
淀君（よどぎみ）
演：樋口可南子
秀吉の側室。鶴松と秀頼の母。織田信長の姪。浅井長政とお市の方の長女。京極高次の妻であるお初と、千姫と家光の母であるお江は実妹。幼名は茶々。生涯、実父・長政の北近江小谷城と養父・柴田勝家の越前北庄城と大坂城で三度落城の憂き目を見ることになる。母譲りの妖艶な美貌の持ち主だが、わがままでどこか子供っぽい性格。秀吉の子を懐妊したことで寵愛を受けるようになる。秀吉死後はその色香で三成を抱き込み、反家康派として息子の秀頼を擁立し対決姿勢を露にしてゆく。
オープニングのクレジットタイトルでは一貫して「淀君」と表記されたが、劇中の台詞では「淀殿」「淀の方」が使われている。回が進むにつれてナレーションでも「淀君」は次第に使われなくなり、「淀の方」「淀殿」に置き換えられていった。この流れを受けて、NHK大河ドラマでは本作を最後に「淀君」という呼称が完全に排された。
豊臣秀次（とよとみ ひでつぐ／とよとみ の ひでつぐ）
（羽柴秀次 → 豊臣秀次）
演：陣内孝則
鶴松の死去で世継ぎのいなくなった秀吉の後継者として、関白となる。虎の肝を使用した精力剤「御精丸」の使い過ぎを秀吉にたしなめられている。政宗とは年齢も近く、お互いに将来を見据えて積極的に親しくしていた。関白にふさわしい人物になろうと彼なりに努力はしていたようだが、淀殿が秀頼を出産すると、秀吉にとって邪魔者でしかないと察知し疑心暗鬼になった上、殺生関白と言われるような奇行も目立つようになり、ついには切腹を命じられる。
秀次が太閤となった秀吉との仲が悪くなってきていたときに嵯峨野で鷹狩を行った際、蒲生氏郷と政宗、娘の駒姫を側室に差し出していた最上義光を「奥羽の三傑」と評し、いざという時には彼らを頼り奥州に立てこもろうとしていた。
彼の妻妾子女の多くが斬罪となり、その中には先述した義光の愛娘・駒姫もいた。政宗も秀次と親しくしていた事から連座して追放されかかるが、家康のとりなしで許された。
お万の方（おまんのかた）
演：弥生みつき
秀次の側室。政宗が関白に就任した秀次と対面する場面で登場。政宗の面前で秀次と戯れていた。
旭姫（あさひひめ）
演：野川由美子
秀吉の妹。小牧・長久手の戦い以後も膝を屈しようとしない家康を懐柔させるため、結婚していたにもかかわらず離縁させられ、家康の正室として差し出されることに。
豊臣秀頼（とよとみ ひでより）
演：山下規介（幼少時代：井上飛敏 / 少年時代：石井保）
秀吉の嫡男。自らの立場や出生の疑惑に苦悩し、「太閤秀吉の子として死ぬ」事を望む。政略結婚ながらも千姫との愛は本物であり、彼女を人質として手放すまいとする淀殿らを押し切って徳川方へ解放した。最期は徳川軍に包囲される中で淀君や侍従の者達と共に城の一室に立てこもるが、自分が本当に太閤の子であるかを淀君に問いただし、「相違ない」という母の言葉に救われたかのような表情を見せた後、彼らと共に自決した。
千姫（せんひめ）
演：伊藤麻衣子
秀頼の正室、秀忠の嫡出長女、家光の実姉、家康にとって目に入れても痛くないほど愛しい孫娘。それだけに大坂城攻略において、彼女の救出には家康も心を砕いていたようである。
生母は淀君の実妹・お江で、秀頼とは従兄妹、淀君は姑にして伯母でもある。彼女もまた秀頼を愛しており、救出された際に祖父である家康に彼と淀君の助命を嘆願したが、追い詰められた彼らが自決したためにそれは叶わぬ願いとなった。

#### 豊臣家家臣
石田三成（いしだ みつなり）
演：奥田瑛二
豊臣家譜代の忠臣で権勢を振るい、後に五奉行の一人となる。政宗の敵役という設定のため、尊大で冷徹な事務官僚として描かれている。政宗に対してことあるごとに敵対し、秀次の一件では彼の謀略により政宗も配流の刑に処されるところであった。
秀吉の没後は家康と対峙する関係上、政宗を取り込もうと図る。その後関ヶ原の戦いに敗北、徳川方に転向した田中吉政に捕縛される。死を前にしての彼との会話では豊臣家への恩義を説き、武士としての意地を見せた。
大野治長（おおの はるなが）
演：榎木孝明
淀殿の乳母・大蔵卿局の子。 関ヶ原の合戦後、淀殿の側近として表舞台に登場。片桐且元の追放後は真田幸村らと共に徳川と合戦に及ぶ。今わの際に秀頼が淀殿に「秀頼の父は太閤に相違ござらぬか?」と訊ねた際、ぎくりとして面を上げるという意味深な仕草を見せた。
浅野長政（あさの ながまさ）
演：林与一
秀吉の側近。高台院の義弟。小田原に政宗が参陣の折、秀吉によって遣わされた問責使の一人で「母方の伯父である最上義光と敵対するのは何故じゃ」と質問。後に政宗の指南役となる。
秀次の一件で自分の息子にも疑いをかけられたときには同じく疑いをかけられていた政宗と白河で合流、堺まで同行したが息子が政宗と連座して処分されるのを避けるため、そこで別れた。政宗とは親しかったがこうしたこともあり、後に政宗は島津家とのトラブルをめぐり長政の裁定に対する不満を理由に絶交する。
前田利家（まえだ としいえ）
演：大木実
五大老の一人。加賀藩初代藩主。通称：加賀大納言や槍の又左衛門と称。秀吉夫婦と同じ尾張出身。秀吉の盟友で、元は織田信長の家臣。妻・まつは北政所の友人。娘・豪姫は秀吉と北政所の養女。娘・加賀殿は秀吉の側室。息子・利長の妻は信長の娘・永姫。小田原に政宗が参陣の折、秀吉によって遣わされた問責使の一人。「相馬、大崎との事切れ」について問い質す。政宗との関係は悪くはなかった。
蒲生氏郷（がもう うじさと）
演：寺泉憲
秀吉の旗本衆として政宗と初対面。東北攻めに加わり、政宗が召し上げられた会津の地を領する。秀吉は独眼竜の政宗に対して彼を麒麟と評し、二人を競わせるべく両者を葛西大崎一揆の鎮圧に当たらせる。いわゆる「鶺鴒の眼」の一方の主役で、政宗が一揆扇動していたことを示す証拠である須田伯耆の密書を手に入れ、それを都にいる秀吉の下に送り政宗を窮地に追いこむ。
が、秀吉が政宗の弁明を受け入れ不問に臥したため、その裁定に不満を述べたが受け入れられることはなく、それどころか秀吉は弁明のために逃げも隠れもせず自分の前に出向いてきた政宗を痛く気に入り、氏郷のことは「不甲斐ないヤツだ」という印象まで持つことに。その後も政宗とはあまり良好な関係は保たれぬまま、やがて世を去ったため、大内定綱などは「三成殿あたりに毒殺されたのでは?」と危惧した。
蒲生源左衛門（がもう げんざえもん）
演：小野武彦
氏郷と同じく、蒲生氏の一門衆。東北攻めの際、政宗の饗応を警戒し、膳部を差し替えようとして「殿に毒見をせよと申すのか！」と成実、政景らを激怒させる。
真田幸村（さなだ ゆきむら）
演：若林豪
反家康の姿勢を明確にしていった大坂方により、西軍の将として迎えられる。主戦派で入城してすぐに和平派の片桐且元などと対立し、彼らが追い出されると大坂方内で主戦派が発言力を拡大していく。大坂の陣では赤い甲冑で身を固めた部隊を率いて伊達軍の片倉左門（重綱）隊と激突し、その激戦の中で討ち死にしたと伝えられる。
この一戦で敗北した場合に備え、娘の梅には東軍一の武将・伊達政宗の下に下るように遺言を残していた。
片桐且元（かたぎり かつもと）
演：松村達雄
豊臣家子飼いの大名。豊臣家の外交官として徳川家と交渉し戦を避けようとするが、淀君や強硬派に押し切られてしまう。
後藤又兵衛（ごとう またべえ）
演：勝部演之
豊臣軍きっての武勇の士だったが、大坂夏の陣で片倉重綱と戦い、奮戦の末討ち死にした。
薄田隼人（すすきだ はやと）
演：塩島昭彦
後藤又兵衛と並ぶ豊臣家の豪勇。大坂夏の陣で討死。
木村重成（きむら しげなり）
演：深水三章
大坂冬の陣では、豊臣方の使者として家康が陣取った茶臼山の本陣に赴き、徳川方と和議の取り決めを行ったと政宗の弁で説明される。大坂城の堀を埋め立てるため、出向いていた政宗を淀達の元に案内した。夏の陣の野外戦において討ち死にしており、秀頼達が城の一室に立てこもった際には既にいなくなっている。
前田玄以（まえだ げんい）
演：湯浅実
五奉行の一人。秀吉の側近。幾度か問責使として政宗を詰問する。
福島正則（ふくしま まさのり）
演：河原さぶ
秀吉子飼いの大名で、武勇をもって知られる。政宗を「無鳥里ノ蝙蝠」（鳥無き里の蝙蝠）と揶揄するが、小十郎に「福島様はチンチクリンのリンリン（猿回しの猿が首にかけている鈴）でござる」とやり返される。徳川政権時代にも登場し、徳川幕府の一大名として生きる決意をした政宗と城中で相撲を取ることになる。正則はのちに改易され、政宗と異なり戦国時代から切り替えのできなかった大名の例とされた。
古田織部（ふるた おりべ）
演：入江正徳
豊臣家臣。
木村吉清（きむら よしきよ）
演：牟田悌三
小田原の陣の後、秀吉から葛西・大崎の旧領を与えられ大名。だが、領内での評判は悪く、政宗の一揆煽動に翻弄された。その後も秀次の一件で政宗に謀反の疑いが掛けられた際に再登場し、問責使として政宗の元に訪れたが、彼自身は詰問というより余計なことまで口走って是常坊に睨まれたりした。
木村清久（きむら きよひさ）
演：栗田芳廣
木村吉清の息子で、父とともに奥州へ入る。
蒔田淡路守（まきた あわじのかみ）
演：大林隆介
豊臣家臣。
施薬院全宗（せやくいん ぜんそう）
演：唐沢民賢
僧体の医師。「秀吉のスポークスマン」として紹介される。問責使として幾度か政宗を詰問するが、どちらかというと政宗贔屓であり、秀次謀反の際は「伊達のためなら一肌脱ごう」と取りなしを試みた。
稲葉是常坊（いなば ぜじょうぼう）
演：石橋雅史
秀吉の側近。問責使の一人として底倉の政宗を訪れる。その後は愛姫に邪心を抱く秀吉の使者として「狐払いの祈祷」を口実に呼び出しに来る。秀吉の最期を諸大名たちが看取った際には、書記を勤めた。
黒沢虎之助（くろさわ とらのすけ）
演：高木均
秀吉の影武者として、愛姫の影武者として送り込まれた藤姫と対面する。
田中吉政（たなか よしまさ）
演：清水幹生
秀吉存命中は彼の配下の一人だったが、没後は家康の配下に。関ヶ原の戦いで逃亡中の三成を捕縛し、処刑前の三成と会話を交わした。
上郡山仲為（かみこおりやま なかため）
演：久富惟晴
摺上原の決戦の後、使者として秀吉の不興を政宗に知らせる。秀吉の脅威を一向に解そうとしない政宗と家臣たちに対し、「井の中の蛙」と評した。

### 徳川家
徳川家康（とくがわ いえやす）
演：津川雅彦
天下の形勢が秀吉に傾いていく中でなかなか膝を屈しようとしない男と聞いた政宗は「面白い男だ!」と評していた。小田原参陣以来、政宗にとっては大きな後ろ盾となった存在。小田原に到着後、政宗は家康の陣所で「田舎者ゆえ千利休に茶の湯を習いたい」と家康に告げている。
秀吉に会見する際、首を繋げるための助言を政宗にしたり、他にも配流の危機にさらされたりといった政宗の窮地にはいろいろと助言や取りなしをしていた。
肖像画そっくりの津川の風貌に加え、政宗の米沢から岩出山への国替えを秀吉に提案したり、政宗に上杉勢の牽制をさせるための約束「百万石のお墨付き」を反故にする など、従来の家康像どおりの「タヌキ親父」として描かれていたが、秀吉没後あたりからは特に天下泰平を志す姿が強調され、孫娘・千姫の前では「秀頼母子の命を奪ったりはしない」と約束するなど、同じく山岡荘八原作で『独眼竜政宗』の前に製作された大河ドラマ『徳川家康』で描かれていた家康像寄りのキャラクターとなった。
今際の際に見舞いに訪れた政宗を「天下の副将軍」と呼び、遺言として秀忠のことを託す。真の天下泰平を築こうとする家康の姿に政宗は心服し、己の野心の為に天下を取ろうとする事の愚を悟る。
徳川秀忠（とくがわ ひでただ）
演：勝野洋
二代将軍。武将としては凡庸だが、律義な性格で冷徹な政治家でもある。家康没後は幕閣の補佐を受けつつ大名改易などの政策を断行。伊達家とて例外ではなく、秀忠自身が当初は政宗を快く思っていなかったこともあり、伊達家征伐をも検討する。しかし柳生宗矩の進言を受け入れて伊達家と婚姻を結び、ついには嫡子・家光に「政宗を父と思うて指南を仰げ」と申し渡すにいたる。
本作で秀忠を演じた勝野は、1983年の『徳川家康』でも同役を演じていた。
徳川家光（とくがわ いえみつ）
演：宅麻伸
最終回のみの登場。三代将軍。母は淀君の妹・お江で千姫の実弟で淀君の甥で豊臣秀頼の従兄弟。祖父で江戸幕府・初代将軍の家康、父で二代将軍の秀忠との違いは何か?と老齢の政宗に問う。将軍に就任する際、「余は生まれながらの将軍である」と宣言したことは有名。
本作では諸大名の前で宣言することを提案したのは政宗だとされている。政宗が最後に会見に及んだ際には、忠宗を粗略にはしないことを約束した。
松平忠輝（まつだいら ただてる）
演：真田広之（少年時代：岡田二三）
家康の六男。幼少時から家中を悩ませる自己中心的な乱暴者として描かれた。政略結婚ながらも政宗の娘・五郎八とは共にキリシタンとして生涯夫婦の関係を誓い合った仲であった。戦乱の世であれば申し分の無い器量の持ち主だが、天下泰平を目指す家康・秀忠から危険視され、結果追放される。その要因の一つは舅・政宗の存在だった。
一方、失態を繰り返す自らを必死で庇おうとする政宗に対し、その理由を家康から問われた際に政宗は「かつての自分を見ているようで」と答えており、政宗は単に自分の野望のために担ぎ上げようとしていたわけではなく、彼に若かりし頃の自分を重ねて見ていたように描かれている。
大坂の陣では秀忠の傘下にあった長坂信時らを「無礼討ち」と称して手打ちにしたり、大坂城落城の際に残された金銀を物色する浅ましい行為から謀反の疑いを掛けられてしまい、更には朝廷との戦勝報告の会見を仮病で欠席しただけでなく川狩りをするというあまりに礼節に欠けた行為に出た為、愕然とした父・家康からは遂に勘当を言い渡されてしまう。第47回「天下の副将軍」では、蟄居を申し付けられたが家康の死に目にせめて一目会おうと途中で伊達屋敷の五郎八のもとを訪れ、その後駿府城に向かう。家康も会いたかったが大御所自ら天下の掟を破るわけにはいかないと考え面会を拒絶し、代わりに信長から渡されたという笛を忠輝に渡すという「野霧の笛」の逸話を基にした展開で、『独眼竜政宗』の前の大河ドラマ『徳川家康』をなぞる展開となったが、本作ではその笛を渡す役割を政宗が担っている。伊勢へ駕籠で向かう場面で終わる。第49回「母恋い」では、政宗の夢の中に、忠輝がワイヤーアクションを駆使をした演出で出てくる、真田広之がJAC出身ならではの演出。
結城秀康（ゆうき ひでやす）
演：新田純一
家康の次男。小田原での秀吉謁見の前夜、ひそかに家康の命を受けて底倉に政宗を迎えに行く。政宗を連れ家康の陣所へと向かう途中、政宗と「連れション」し、失明した右目について質問。また、三成が家康の屋敷に逃げ込んだ際にも再登場、家康の命で三成が奉行を退き、佐和山まで戻る際は道中の警護をした。

#### 徳川家家臣
柳生宗矩（やぎゅう むねのり）
演：石橋蓮司
今井宗薫と共に第35回より登場。剣豪柳生石舟斎の子で、家康の側近として絶えず傍らに侍る。関ヶ原の合戦後戦勝の賀詞を述べるべく伺候した政宗に、仙台城築城に関して「当家の調べによりますれば」と鋭い突込みを入れる。家康、秀忠と政宗の会見の場では、常に宗矩と宗薫が侍っており、老中など家臣は同席しない。
第45回「ふたりの父」で、松平忠輝の蟄居を家康と秀忠が決定したことに対し、政宗が家康に会見しようとした際には「それはできませぬ」として政宗を足止めしたために、激昂した政宗が振り下ろした刀を「柳生流真剣白刃取り」で、受け止めるという離れ業も披露した。
また、家康没後、伊達家取り潰しの意見が家臣たちから出てきたときには伊達家と婚姻関係を結んで存続させるべきと主張し、家康の外孫で秀忠の姪に当たる池田輝政の娘・振姫を伊達家嫡男・忠宗に嫁がせる事を提案。臍曲がりの政宗は秀忠には実子で他家に嫁がせられる娘は残っていないことを承知で「娘をよこせ」と要求。秀忠は激怒するが、宗矩は振姫を秀忠の正式の養女として忠宗に嫁がせれば何の問題もないと進言し、この危機を回避した。
大久保長安（おおくぼ ながやす）
演：金田龍之介
松平忠輝の守役。金脈を掘り当てる才覚に長けるが、あくどい性格の野心家でもある。連判状にキリシタン大名の名を連ねて忠輝を押し立て南蛮を味方に引きこみ、天下を我が物にせんとの企てには、さすがの政宗も鼻白んだ。政宗は最後に署名すると言ったが幕府に連判状が露見、2代将軍秀忠は政宗の娘・五郎八の嫁ぎ先である越後の忠輝討伐を検討しそれどころではなくなってしまう。最期は息子達によって幽閉され、金銀への執着を見せながら発狂して死亡。
花井主水正（はない もんどのしょう）
演：奥野匡
忠輝の家臣。家臣を相手に太刀の稽古をしていた忠輝に五郎八の帰還を報告していた。また、大坂夏の陣にも従軍し忠輝を諌めるのに手を焼いていた。
土井利勝（どい としかつ）
演：遠藤征慈
第39回より登場する幕府の役人。政宗に対面し、秀忠が江戸の伊達屋敷に伺う際の引き出物として太閤秀吉が逝去した際に政宗に渡された名刀・鎬藤四郎を秀忠に渡すよう要求するが、政宗は断固として拒否、これを跳ね除けた。
水野忠元（みずの ただもと）
演：角野卓造
秀忠の側近。土井利勝とともに政宗と会談する。
井伊直孝（いい なおたか）
演：古山忠良
大坂夏の陣の最終局面で、城の一室に立てこもった秀頼と淀の方の引渡しを要求した。
内藤外記（ないとう げき）
演：中野誠也
第47回 - 第49回に登場。家康没後、宗矩とともに伊達家へ赴き、仙台藩でのキリシタンの待遇と瑞巌寺の件について詰問するが、政宗と重信にのらりくらりとかわされる。政宗を危険視しており、伊達家取り潰しを検討していた秀忠に伊達領内での様子を伝え、討伐の日取りを早く決めるよう促した。秀忠が取り潰しを取りやめた後も政宗と対立、政宗が江戸の伊達屋敷に秀忠を招いた際には、政宗自ら持ってきた膳の毒見をしようとして激怒させていた。
向井忠勝（むかい ただかつ）
演：久米勝也
サンファンバウチスタ号に目付として乗船。支倉常長らと共に欧州に渡るが、その後は消息不明。

## その他
仁斎（じんさい）
演：江藤漢
伊達家お抱えの医者。疱瘡で倒れた梵天丸の診療を行う。
お雪（おゆき）
演：尾島潤子
側室を持とうとせず、第2子を授からないことを心配した基信と左月が相談し、輝宗の寝室に向かわせた女性。
こほ
演：桂木文
豊臣家の侍女。第10回のみの登場。秀吉からと北政所と共に南蛮渡来のお菓子「金平糖」を振舞われた。
いわ
演：井上志織
豊臣家の侍女。こほとともに金平糖を賜る。
松原多聞（まつばら たもん）
演：林邦史朗
第18回で登場。行水中の政宗を襲った刺客で元畠山家臣。殺陣指導の林が演じた。
玄斎（げんさい）
演：窪田吾朗
第22回で初登場。政宗が毒を盛られた際、看病に当たった医師。猫御前が懐妊した際に再登場した時のクレジットでは名前を省略された。
小野田数馬（おのだ かずま）
演：横山貴史
小次郎派の刺客。政宗暗殺に失敗し、成敗される。
千利休（せんの りきゅう）
演：池部良
当時の文化人の頂点に位置しており、政宗のみならず多くの大名がこぞって弟子入りしようとしたと説明される。茶の湯を通じて政宗と交際を深めるが、この時期はすでに秀吉から疎まれ始めていた。政宗は利休切腹の際に助命嘆願を試みようとするが、小十郎に諌められ断念した。切腹させられた理由として、政宗と親しくしていたことから来る秀吉の嫉妬心があったと説明された。
宗恩（そうおん）
演 - 由起艶子
利休の後妻。
ハツ
演：佐野量子
第31回で登場。遠藤基信の嫡男・文七郎が駆け落ちしようとした相手。
今井宗薫（いまい そうくん）
演：谷啓
堺の茶人。政界の黒幕と説明される。徳川家康のブレーンかつフィクサーとして、松平忠輝と五郎八姫の婚儀を斡旋。その後も折に触れて家康、秀忠の傍らに侍る。上杉との合戦では戦目付として伊達軍に従軍。
小室彦七郎（こむろ ひこしちろう）
演：粟津號
第44回で登場。野武士で、真田軍の巨漢の足軽（演：松崎真）との取っ組み合いで落馬し、窮地に陥った片倉重綱を助ける。手柄として2人で10貫を要求したが、重綱に一人2貫500で5貫に値切られ、「助けるのが早かった」とぼやいた。
小室惣右衛門（こむろ そうえもん）
演：高月忠
彦七郎の弟の野武士。兄とともに片倉重綱に加勢する。
ソテロ
演：ホセ・カルディーニ
宣教師だが、実は密命を帯びていた。政宗から引き合わされた家臣は度肝を抜かれる。サン・ファン・バウチスタ号の船長として支倉常長らと渡欧したが、キリシタン追放令を知ってマニラに留まる。
ビスカイノ
演：ジョー・グレイス
サン･ファン・バウチスタ号の航海士。船長がソテロとされたことに不満を抱き、政宗の御前もわきまえず口論、鈴木重信に一喝される。
北七太夫（きたしちだゆう）
演：喜多六平太
第50回で晩年の政宗が、江戸の伊達屋敷で家臣たちと共に鑑賞していた能のシテを能指導の六平太が演じた。
高僧
演：須永宏
第1回、義姫の夢枕に「高僧」として登場し、「胎内に宿を借りたい」と告げた。ナレーションにより「これは伝説である」とされた。